# Kalenda (album)
Pour les articles homonymes, voir Kalenda.
Albums de Lost Bayou Ramblers
Gasa Gasa Live
(2014)
Kalenda est un album de musique cadienne du groupe louisianais Lost Bayou Ramblers sorti le 29 septembre 2017 sur le label Rice Pump Records. L'album est récompensé en 2018 du Grammy Award du « meilleur album de musique régionale ».

## Historique
Le titre de l'album Kalenda fait référence à la chanson traditionnelle cadienne Allons danser colinda issu de la calinda, danse d'origine africaine, pratiquée en Haïti (d'où les ancêtres des frères Michot sont arrivés vers 1805) ainsi qu'en Louisiane dans une version cadienne plus douce.
L'album reçoit, le 28 janvier 2018, le Grammy Award du « meilleur album de musique régionale » comme un achèvement pour les presque vingt ans d'existence du groupe,.

## Liste des titres de l'album
| No  | Titre                                                                           | Auteur                                      | Durée |
| --- | ------------------------------------------------------------------------------- | ------------------------------------------- | ----- |
| 1.  | Sabine Turnaround                                                               | Andre Michot et Louis Michot                | 4:01  |
| 2.  | Cote Clair Waltz                                                                | Andre Michot et Louis Michot                | 2:24  |
| 3.  | Granny Smith                                                                    | Louis Michot                                | 4:23  |
| 4.  | Freetown Crawl / Fightin' Ville Brawl                                           | Korey Richey et Louis Michot                | 4:21  |
| 5.  | La Valse de Balfa / The Bathtub                                                 | Will Balfa / Benh Zeitlin et Dan Romer (en) | 4:18  |
| 6.  | Rice Pump                                                                       | Louis Michot                                | 3:53  |
| 7.  | Si j'aurais des ailes (avec Spider Stacy)                                       | Louis Michot et Spider Stacy                | 2:37  |
| 8.  | Nezpiqué                                                                        | Louis Michot                                | 2:37  |
| 9.  | Kalenda (avec Dr. John, Leyla McCalla, Jimmy Horn, Dickie Landry, Spider Stacy) | Korey Richey et Louis Michot                | 6:17  |
| 10. | Aloha Golden Meadow                                                             | Andre Michot                                | 4:08  |

## Musiciens
- Louis Michot : chant et violon
- Andre Michot : accordéon, lap steel guitar
- Johnny Campos : guitares électriques
- Kirkland Middleton : batterie
- Bryan Webre : basse électrique
- Korey Richey : basse, percussions, synthés